# Béthencourt
Béthencourt és un municipi francès, situat a la regió dels Alts de França, al departament del Nord. L'any 2006 tenia 717 habitants. Limita al nord amb Quiévy, al nord-est amb Viesly, al sud-est amb Beaumont-en-Cambrésis, al sud amb Caudry, al sud-oest amb Beauvois-en-Cambrésis i al nord-oest amb Bévillers.

## Demografia
| 1794                                       | 1800 | 1806 | 1821 | 1831 | 1836 | 1841 | 1846 | 1851 | 1856 | 1861 | 1866 |
| ------------------------------------------ | ---- | ---- | ---- | ---- | ---- | ---- | ---- | ---- | ---- | ---- | ---- |
| 460                                        | 611  | 622  | 850  | 1040 | 1095 | 1132 | 1216 | 1236 | 1299 | 1397 | 1473 |
| 1872                                       | 1876 | 1881 | 1886 | 1891 | 1896 | 1901 | 1906 | 1911 | 1921 | 1926 | 1931 |
| 1511                                       | 1545 | 1463 | 1489 | 1498 | 1514 | 1443 | 1466 | 1471 | 1270 | 1265 | 1203 |
| 1936                                       | 1946 | 1954 | 1962 | 1968 | 1975 | 1982 | 1990 | 1999 | 2006 |      |      |
| 1141                                       | 1044 | 1037 | 988  | 933  | 839  | 766  | 694  | 677  | 717  |      |      |
| Des de 1962: població sense dobles comptes |      |      |      |      |      |      |      |      |      |      |      |

## Administració
| Període | Identitat   | Partit |
| ------- | ----------- | ------ |
| 2001-   | Paul Souply |        |